# 餌 (FLATBACKERのアルバム)
『餌』（エサ）は、FLATBACKERの2枚目のオリジナル・アルバム。

## 概要
前作『戦争』より約半年ぶりのアルバム。
2004年9月22日には、廉価盤として再発売した。
2005年3月16日には、デビュー20周年を記念して、デジタル・リマスタリングを施し、紙ジャケット仕様で再発売した。

## 収録曲
（全作詞（特記以外）：MASAKI / 全編曲：FLATBACKER）
1. GUERRILLA GANG
  - 作曲：TARO
2. CUT ME DEAD
  - 作曲：TARO
3. CLOSING・退廃
  - 作曲：SHOYO
4. BAD LOSER
  - 作詞・作曲：HIRO
5. DEEP INSERT
  - 作曲：SHOYO
6. NERVOUS DISTURBANCE・神経障害
  - 作曲：SHOYO
7. HUMAN
  - 作詞・作曲：TARO
8. AFFECT A SMILE
  - 作曲：SHOYO
9. STARVATION・飢
  - 作曲：TARO
10. BURST 1986・巨大豚破壊
  - 作曲：SHOYO